# Cynodontia
Cynodontia (= "hundetænder") var en af underordnerne blandt de pattedyrlignende krybdyr. De var dominerende i sen trias for 250 – 200 millioner år siden, og Hunde, katte, bjørne og mennesker nedstammer fra dem.
En af de mest kendte Cynodontia var Cynognathus. Den var 2 meter lang og levede langs flodbredder. Den tilhørte pattedyrlignende krybdyr, - detses på fossiler fra Afrika og Sydamerika, at den gik som et firben. Den kan helt sikkert have jaget store byttedyr som f.eks. den store Nyasasaurus, de første dinosaurer. Cynognathus døde ud, efter at Herrerasaurus og Eoraptor eksisterede.
For 200 millioner år siden uddøde Cynodontia, da dinosaurer efterhånden overtog de nicher, som Cynodontia indtil da havde været ene om.

## Kladistisk taksonomi
I følge

 
bør klassificeringen derfor være således:    
- Cynodontia
  - †Procynosuchidae (Procynosuchus...)
  - Eucynodontia
    - Mammalia, Mammaliaformes (Pattedyr: hund, menneske, kat...)